# Fluviphylax obscurus
Fluviphylax obscurus är en fiskart som beskrevs av Costa, 1996. Fluviphylax obscurus ingår i släktet Fluviphylax och familjen Poeciliidae. Inga underarter finns listade i Catalogue of Life.